# Vincenzo Tasciotti
 (1898 – 1984) è stato un politico italiano.

## Biografia
Esponente della Democrazia Cristiana, venne eletto sindaco di Latina per due mandati dal 1967 al 1972. Fu il primo presidente dell'AVIS di Latina.